# Sjögestads församling
Sjögestads församling var en församling i Linköpings stift inom Svenska kyrkan i Linköpings kommun i Östergötlands län. Församlingen uppgick 2006 i Vikingstads församling.
Församlingskyrka var Sjögestads kyrka

## Administrativ historik
Församlingen har medeltida ursprung.
Församlingen utgjorde under medeltiden ett eget pastorat för att därefter till 1 maj 1931 vara annexförsamling i pastoratet Rappestad och Sjögestad. Från 1 maj 1931 till 2006 var församlingen annexförsamling i pastoratet Vikingstad, Rappestad och Sjögestad som 1962 utökades med Björkebergs församling och Västerlösa församling. Församlingen uppgick 2006 i Vikingstads församling.
Församlingskod var 058014.

## Komministrar
| Ämbetstid | Namn                           | Levnadstid | Kommentarer                                      |
| --------- | ------------------------------ | ---------- | ------------------------------------------------ |
| 1348      | Ingo                           |            |                                                  |
| 1606-1611 | Nicolaus Erici                 |            |                                                  |
| 1611-1633 | Magnus Laurentii               |            |                                                  |
| 1634-1644 | Laurentius Hemmingi Rapstadius | -1644      |                                                  |
| 1646-1656 | Olaus Johannis Sundius         | 1612–1665  | Senare kyrkoherde i Västra Tollstads församling. |
| 1656-1703 | Hemmingius Matthiae Schorelius | 1628-1704  |                                                  |
| 1703-1711 | Johannes Andreæ Ausenius       | 1669–1734  | Senare kyrkoherde i Trehörna församling.         |
| 1713-1720 | Anders Berzelin                |            |                                                  |
| 1720-1726 | Andreas Westlind               | 1685-1726  |                                                  |
| 1728-1742 | Bothvidus Ringhem              | 1684-1742  |                                                  |
| 1742-1777 | Johan Aschanius                | 1715-1777  |                                                  |
| 1778-1797 | Jonas Hanström                 |            |                                                  |
| 1797-1800 | Carl Peter Aschan              | 1763-1800  |                                                  |
| 1802-1820 | Carl André Andersson           |            |                                                  |
| 1820-1862 | Gustaf Adolf Stenström         | 1779-1862  |                                                  |
| 1864-1874 | Johan Herman Hallendorff       |            |                                                  |
| 1874-1884 | Mauritz Landström              | 1845–1927  | Senare kyrkoherde i Åsbo församling.             |
| 1885-1895 | Johan Ivar Blomberg            |            |                                                  |
| 1895-1920 | Ludvig Teodor Wiberg           |            |                                                  |

## Klockare och organister[5]
| Ämbetstid | Namn                              | Levnadstid | Övrigt                              |
| --------- | --------------------------------- | ---------- | ----------------------------------- |
|           | Lars Jönsson                      | -1708      | Klockare                            |
|           | Nils Svensson                     | 1678-1744  | Klockare                            |
|           | Nils Larsson                      | 1723-      | Klockare                            |
| -1767     | Bengt Fagerberg                   |            | Klockare                            |
| -1777     | Johan Sandbom                     | 1745       | Klockare                            |
|           | Petter Kindström                  | 1729-1803  | Klockare                            |
| 1799-1827 | Johan Fredrik Lännberg            | 1759-1827  | Klockare                            |
| 1827-1834 | Eric Gustaf Liljenberg            | 1800-1834  | Klockare                            |
| 1836-1856 | Axel Fredrik Nilsson Ahlqvist     | -1856      | Klockare                            |
| 1857-1883 | August Palmgren                   | 1832-1914  | Klockare och organist.              |
| 1883-1920 | Gustaf Dickman                    | 1854-1927  | Klockare och organist.              |
|           | Emanuel Carlsson (Manne Rådelius) | 1897-1936  | Klockare och organist.              |
|           | O. B. Odebäck                     |            | Vikarierande klockare och organist. |
| -1970     | Joel Brolin                       | 1906-1980  | Klockare och organist.              |